# De Wallen
De Wallen o De Walletjes (letteralmente: "le mura" e "le piccole mura") è il più grande e meglio conosciuto quartiere a luci rosse e una delle maggiori attrazioni turistiche di Amsterdam, nonché uno dei più famosi quartieri a luci rosse d'Europa e del mondo.
Si trova nel cuore della parte antica della città e comprende diversi isolati a sud della chiesa di Oude Kerk ed è attraversato da numerosi canali. De Wallen è una rete di vicoli che contengono poco meno di trecento stanze, affittate da prostitute donne (e in minor parte donne transgender), che offrono i loro servizi dietro ad una parete o una porta di vetro, illuminata dalle tipiche luci rosse. L'area contiene anche un grande numero di sexy shop, teatri erotici, peep show, un museo del sesso e uno della cannabis, oltre ad alcuni coffee-shop.
De Wallen, assieme alle zone di Singelgebied e Ruysdaelkade, forma il Rosse Buurt (l'area a luci rosse) di Amsterdam.

## Zona, storia e nome
L'area totale, approssimativamente, corrisponde a 6500 metri quadrati ed è limitata a nord da Niezel, il mare ad est, il Sint Jansstraat a sud e Warmoesstraat ad ovest. La prostituzione si svolge in questa zona, nelle seguenti strade: Barndesteeg, Bethlehemsteeg, Bloedstraat, Boomsteeg (ora chiusa), Dollebegijnensteeg, Enge Kerksteeg, Goldbergersteeg, Gordijnensteeg, Molensteeg, Monnikenstraat, Oudekerksplein, Oudekennissteeg, Oudezijds Achterburgwal, Oudezijds Voorburgwal, Sint Annendwarsstraat, Sint Annenstraat, Stoofsteeg e Trompettersteeg.
Il quartiere a luci rosse esiste dal XIV secolo e precedentemente conteneva anche distillerie, prevalentemente per marinai. Il nome Wallen (mura) si riferisce al mantenimento della diga medievale nel centro storico di Amsterdam.

## Organizzazione

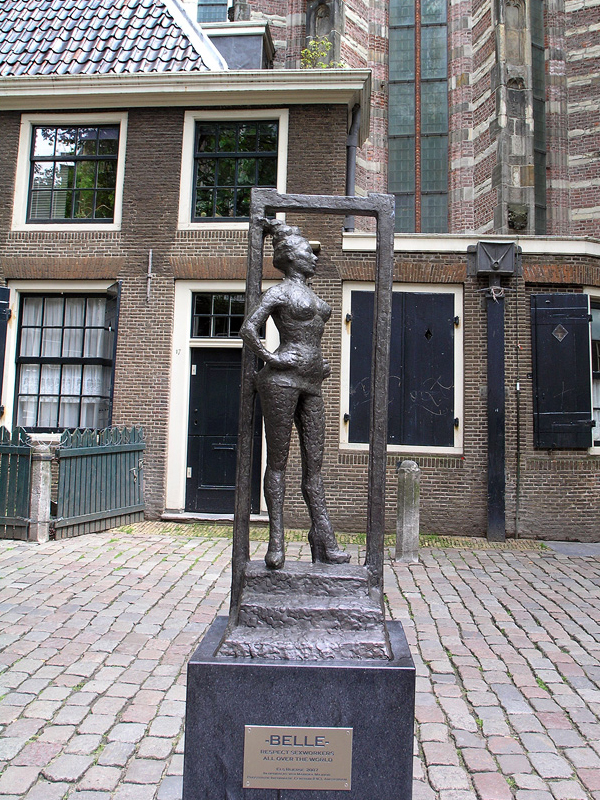
Statua di una prostituta

La prostituzione è legale nei Paesi Bassi, ma non si può esercitare per strada. Comunque, solo cittadini della comunità europea possono lavorare in questo ambito e non vengono concessi permessi di lavoro ad extra-europei.
Mentre i servizi sanitari e sociali sono sempre disponibili, le prostitute non sono tenute a sottoporsi periodicamente a controlli medici. Uno studio condotto prima del 2006 ha rivelato che il 7% delle prostitute olandesi (incluse quelle che lavorano per strada) è positiva al virus HIV. I proprietari di bordelli e le prostitute richiedono spesso certificati sanitari ai clienti.
Le donne che lavorano come prostitute al De Wallen affittano le stanze per 100-150 € per otto ore, a turni, e comprendono anche la sicurezza. Il profilattico viene usato per i rapporti sessuali con penetrazione, mentre non sempre per il sesso orale. Venti minuti di sesso costano circa 50 €. Ci sono donne di diverse nazionalità che offrono questi servizi.
Per contrastare la pubblicità negativa, Mariska Majoor (fondatrice del Prostitutie Informatie Centrum, centro informativo prostituzione) ha organizzato due giornate gratuite, a febbraio 2006 e a marzo 2007, consentendo l'accesso ai visitatori in alcune vetrine dei bordelli e ad alcuni peep show, informandoli sulle condizioni delle donne che ci lavorano. Majoor ha anche spinto per avere il primo monumento dedicato alle prostitute nel quartiere a luci rosse. La statua di bronzo è stata rivelata a marzo 2007, di fronte ad Oude Kerk, e mostra una donna che aspetta sulla porta.

## Lenocinio e traffico umano
Le autorità della città sono preoccupate riguardo rapporti sul lenocinio e sul traffico di esseri umani nell'area, sebbene la misura di questi fenomeni nella zona sia incerta.
Due anonimi vice-ufficiali di polizia che hanno lavorato nel distretto hanno rivelato, ad ottobre 2005, che ci sono due principali gruppi di trafficanti umani al De Wallen, i loverboys e i Turks (turchi). Il gruppo dei loverboys consiste, principalmente, in un certo numero di giovani uomini marocchini che usano tecniche romantiche per convincere le donne a lavorare per loro come prostitute. Una indagine su di loro del 2003 ha portato pochi frutti: solo alcuni arresti e gli indagati sono stati liberati quasi immediatamente per mancanza di prove.